# Carl Daniel Arosenius
Carl Daniel Arosenius, född den 31 december 1804 i Rytterne socken, Västmanlands län, död den 13 oktober 1887 i Lindesberg, var en svensk präst. Han var son till Pehr Arosenius.
Arosenius började sina studier i Västerås skola 1812 och fortsatte dem på Västerås gymnasium 1820. Han blev student vid Uppsala universitet 1823 och promoverades till filosofie magister där 1827. Arosenius blev kollega vid Falu skola sistnämnda år, vice lektor i matematik vid Västerås gymnasium 1837 och ordinarie lektor vid nämnda gymnasium  1839. Han prästvigdes i Stockholm sistnämnda år. Arosenius blev kyrkoherde i Lindesbergs stads- och landsförsamlingar 1844, prost 1847 och kontraktsprost 1860. Han var ledamot av prästeståndet vid riksdagen 1853–1854. Arosenius blev ledamot av Nordstjärneorden 1863. Han promoverades till teologie doktor vid jubelfesten i Lund 1868.